# Ecuador en los Juegos Olímpicos de Sídney 2000
Ecuador estuvo representado en los Juegos Olímpicos de Sídney 2000 por un total de 10 deportistas, 7 hombres y 3 mujeres, que compitieron en 5 deportes.
La portadora de la bandera en la ceremonia de apertura fue la atleta Martha Tenorio. El equipo olímpico ecuatoriano no obtuvo ninguna medalla en estos Juegos.